# Tom Cleverley
Thomas William Cleverley (Basingstoke, Inglaterra, 12 de agosto de 1989), conocido como Tom Cleverley, es un exfutbolista y entrenador inglés que jugaba como centrocampista. Desde la temporada 2025-26 dirige al Plymouth Argyle F. C. de la EFL League One.

## Trayectoria

### Como jugador
El joven nacido en Basingstoke surgió rápidamente a través del sistema juvenil del equipo para convertirse en el capitán interino del equipo Reserva, y fue nominado para el prestigioso premio Jugador del Año de Reservas Denzil Haroun, junto con Sam Hewson y Richard Eckersley durante 2007-08.
Luego de una llamada de última hora para unirse a la escuadra que fue a Sudáfrica en la campaña de pretemporada del año 2008, Cleverley marcó su debut no competitivo con un gol cuando el United obtuvo la victoria en la final del Vodacom Challenge. Tan sólo unas semanas antes, le fue otorgada la camiseta con el número 35 de la escuadra senior.
El mediocampista ocupó una posición en la banca del United durante los encuentros del Copa de la Liga contra el Middlesbrough y los Queens Park Rangers a comienzos de la temporada 2008/09, antes de unirse al equipo Leicester City de la Liga Uno en enero de 2009 en préstamo hasta el final de la temporada.
Cleverley hizo su debut para los Foxes en Yeovil ese mismo mes, y anotó su primer gol para ellos en la victoria 4-1 en Walsall en febrero. Su estadía en el Walkers Stadium fue interrumpida por una dislocación del hombro.
No obstante, como reconocimiento de otra campaña promisoria, estuvo una vez más en la lista corta del premio Jugador del Año del United, que perdió por poco ante James Chester.
El primer gol de Cleverley en el Old Trafford se produjo en la victoria de pretemporada del United ante el Valencia en agosto de 2009. Poco después se trasladó al Watford en préstamo, inicialmente hasta el comienzo del año 2010, y los ocho goles que conectó le ganaron una extensión hasta el final de la temporada.
La primera anotación de Cleverley en el Old Trafford llegó durante el partido de pre temporada en la que vencieron al Valencia en agosto de 2009. Poco después de su cambio al Watford en calidad de préstamo, la exhibición de su grandioso juego en el equipo de Malky Mackay, le valió el premio al Jugador del Año de los Hornets. Tom hizo 11 anotaciones en 33 apariciones para un equipo con dificultades, en donde podría haber logrado más de no ser por una seria lesión de rodilla que lo restringió durante un mes de su temporada en préstamo.
A pesar del desilusionante cierre de una llamativa temporada, el deslumbrante talento de Cleverley se ha mantenido sobresaliente y le espera un brillante futuro.

#### Selección nacional
Fue internacional con la selección de fútbol sub-21 de Inglaterra.
El 2 de julio de 2012 fue convocado por la selección de fútbol del Reino Unido para jugar los Juegos Olímpicos de Londres 2012.

### Como entrenador
En marzo de 2024 fue nombrado entrenador interino del Watford F. C. tras la destitución de Valérien Ismaël. En sus primeros siete encuentros solo perdió uno, a pesar de haberse enfrentado a cinco de los siete primeros clasificados, por lo que el 24 de abril fue confirmado en el cargo de manera permanente. En su primera temporada completa clasificó al equipo en decimocuarta posición tras haber sumado únicamente un punto en las últimas cinco jornadas. Estos resultados adversos hicieron que fuera destituido una vez finalizaron las competiciones.
El 13 de junio de 2025, fue contratado como técnico del Plymouth Argyle F. C.

## Clubes

### Como jugador
| Club                          | País       | Año       |
| ----------------------------- | ---------- | --------- |
| Manchester United F. C.       | Inglaterra | 2008-2015 |
| Leicester City F. C. (cedido) | Inglaterra | 2009      |
| Watford F. C. (cedido)        | Inglaterra | 2009-2010 |
| Wigan Athletic F. C. (cedido) | Inglaterra | 2010-2011 |
| Aston Villa F. C. (cedido)    | Inglaterra | 2014-2015 |
| Everton F. C.                 | Inglaterra | 2015-2017 |
| Watford F. C.                 | Inglaterra | 2017-2023 |

### Como entrenador
| Equipo                           | Div.                | Temporada           | Liga  | Liga | Liga | Liga | Liga |       | Copa | Copa | Copa | Copa  |   | Internacional | Internacional | Internacional | Internacional | Internacional |   | Otros | Otros | Otros | Otros |    | Totales     | Totales | Totales | Totales | Totales | Totales | Totales | Totales |
| Equipo                           | Div.                | Temporada           | Part. | G    | E    | P    | Pos. | Part. | G    | E    | P    | Part. | G | E             | P             | Pos.          | Part.         | G             | E | P     | Part. | G     | E     | P  | Rendimiento | GF      | GC      | Dif.    |         |         |         |         |
| -------------------------------- | ------------------- | ------------------- | ----- | ---- | ---- | ---- | ---- | ----- | ---- | ---- | ---- | ----- | - | ------------- | ------------- | ------------- | ------------- | ------------- | - | ----- | ----- | ----- | ----- | -- | ----------- | ------- | ------- | ------- | ------- | ------- | ------- | ------- |
| Watford F. C. Inglaterra         | 2.ª                 | 2023-24             | 9     | 2    | 5    | 2    | 15.º | -     | -    | -    | -    | -     | - | -             | -             | -             | -             | -             | - | -     | 9     | 2     | 5     | 2  | 40.74%      | 9       | 10      | -1      |         |         |         |         |
| Watford F. C. Inglaterra         | 2.ª                 | 2024-25             | 46    | 16   | 9    | 21   | 14.º | 4     | 2    | 0    | 2    | -     | - | -             | -             | -             | -             | -             | - | -     | 50    | 18    | 9     | 23 | 42%         | 62      | 67      | -5      |         |         |         |         |
| Watford F. C. Inglaterra         | Total               | Total               | 55    | 18   | 14   | 23   | -    | 4     | 2    | 0    | 2    | -     | - | -             | -             | -             | -             | -             | - | -     | 59    | 20    | 14    | 25 | 41.81%      | 71      | 77      | -6      |         |         |         |         |
| Plymouth Argyle F. C. Inglaterra | 3.ª                 | 2025-26             | 2     | 0    | 0    | 2    | -    | 1     | 1    | 0    | 0    | -     | - | -             | -             | -             | -             | -             | - | -     | 3     | 1     | 0     | 2  | 33.33%      | 4       | 7       | -3      |         |         |         |         |
| Plymouth Argyle F. C. Inglaterra | Total               | Total               | 2     | 0    | 0    | 2    | -    | 1     | 1    | 0    | 0    | -     | - | -             | -             | -             | -             | -             | - | -     | 3     | 1     | 0     | 2  | 33.33%      | 4       | 7       | -3      |         |         |         |         |
| Total en su carrera              | Total en su carrera | Total en su carrera | 57    | 18   | 14   | 25   | -    | 5     | 3    | 0    | 2    | -     | - | -             | -             | -             | -             | -             | - | -     | 62    | 21    | 14    | 27 | 41.4%       | 75      | 84      | -9      |         |         |         |         |
| 1.                               |                     |                     |       |      |      |      |      |       |      |      |      |       |   |               |               |               |               |               |   |       |       |       |       |    |             |         |         |         |         |         |         |         |

#### Resumen por competiciones
| Competición      | Partidos | Ganados | Empatados | Perdidos | %      | Resultado     |
| ---------------- | -------- | ------- | --------- | -------- | ------ | ------------- |
| EFL League One   | 2        | 0       | 0         | 2        | 0%     | En disputa    |
| EFL Championship | 55       | 18      | 14        | 23       | 41.21% | 14.º lugar    |
| FA Cup           | 1        | 0       | 0         | 1        | 0%     | Tercera ronda |
| EFL Cup          | 4        | 3       | 0         | 1        | 75%    | Tercera ronda |
| Total            | 62       | 21      | 14        | 27       | 41.4%  | Sin títulos   |

## Palmarés

### Títulos nacionales
| Título              | Club                    | País       | Año  |
| ------------------- | ----------------------- | ---------- | ---- |
| Football League One | Leicester City F. C.    | Inglaterra | 2009 |
| Community Shield    | Manchester United F. C. | Inglaterra | 2011 |
| Premier League      | Manchester United F. C. | Inglaterra | 2013 |